# Église Saint-Mathieu de Harju-Madise
L'église de Harju-Madise (estonien : Harju-Madise kirik) ou église Saint-Mathieu est une église luthérienne située à Madise dans la commune de Padise du comté de Harju en Estonie.

## Galerie

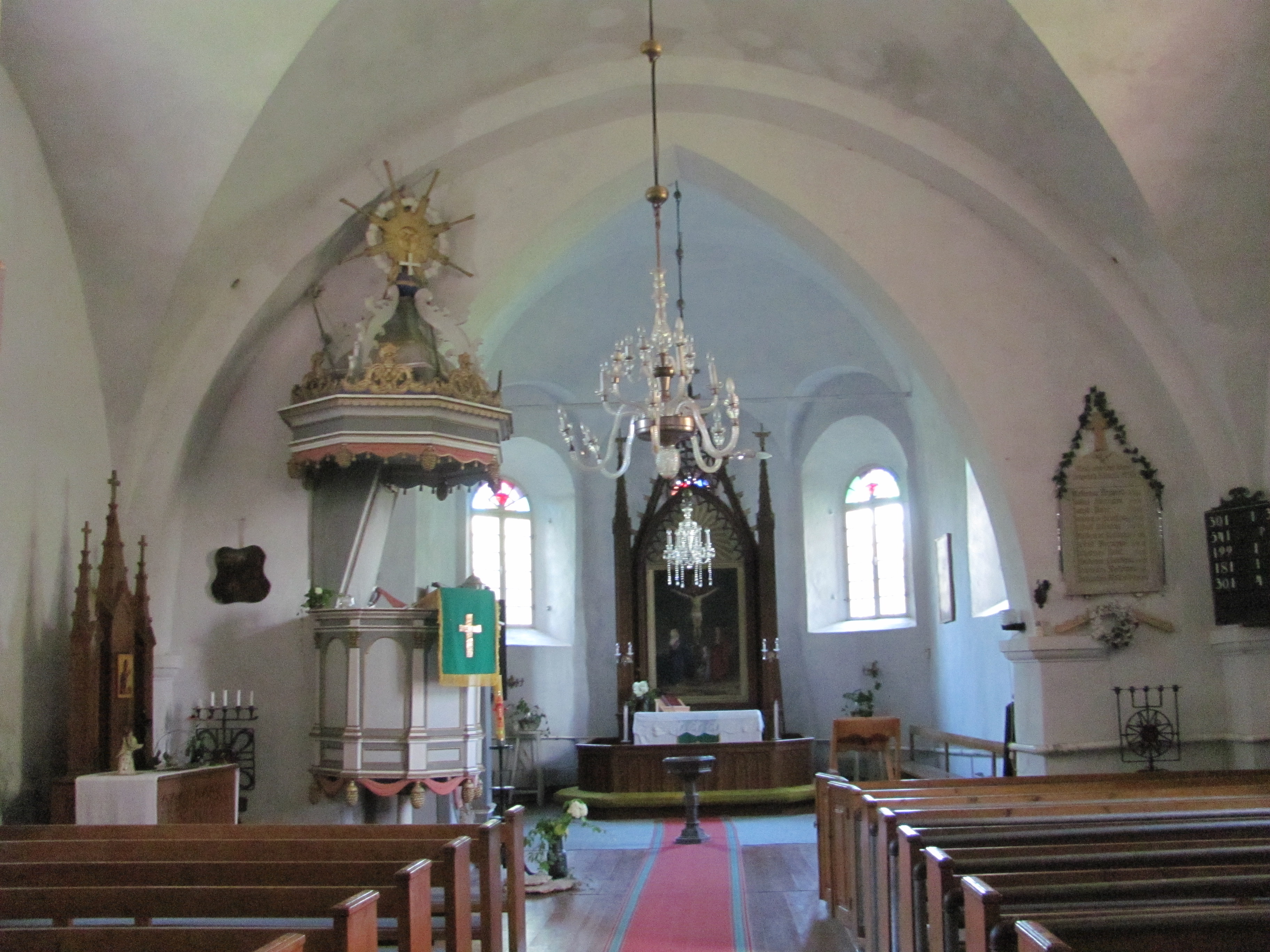
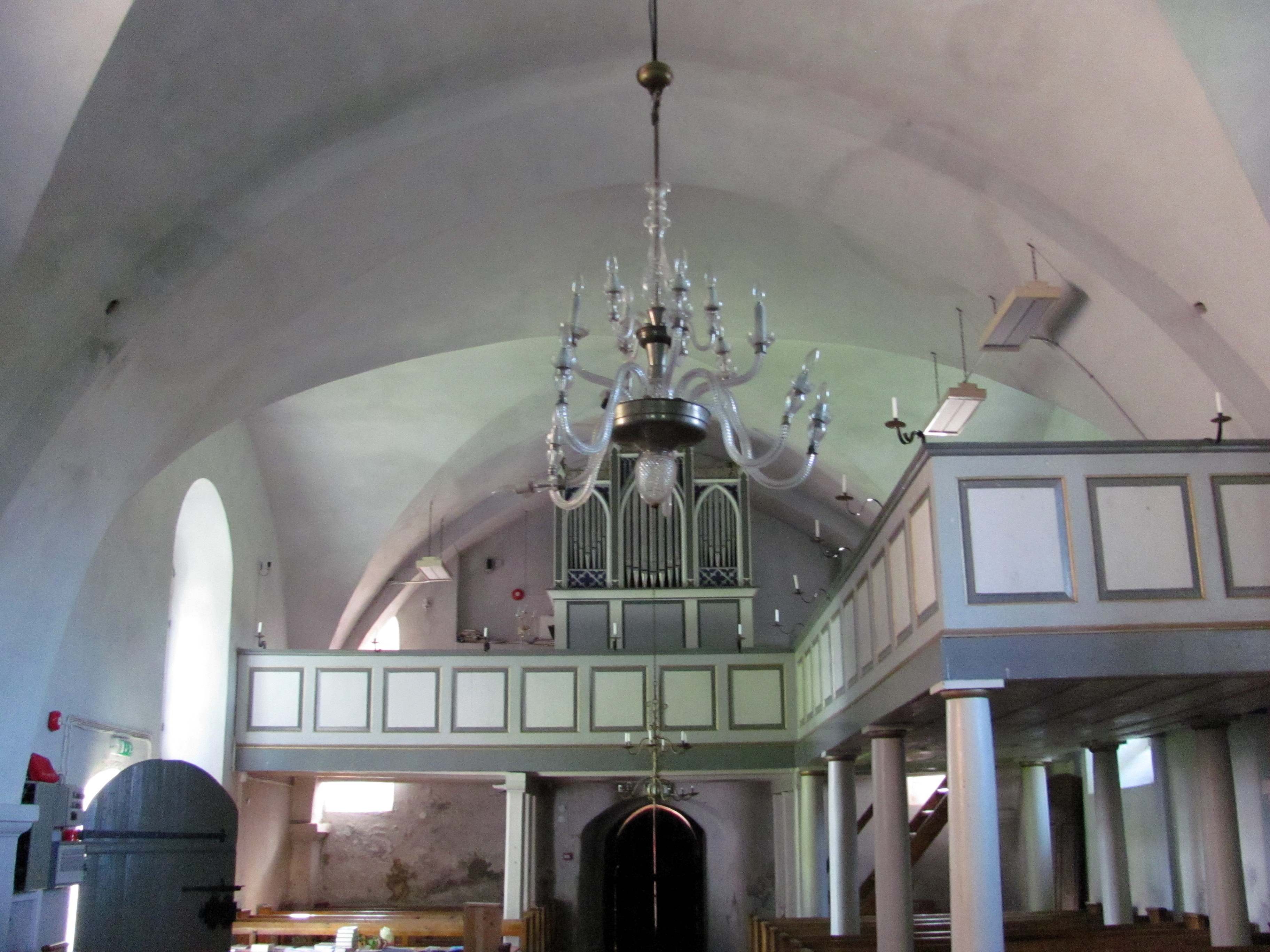

## Architecture
L'Église est construite à 500 m de la baie de Paldiski.